# Romano de Samósata
Romano de Samósata foi um mártir cristão, executado na Síria em 297. Juntamente com seus companheiros Jacó, Filoteu, Hiperéquio, Abibo, Juliano e Paregório, foi submetido a diversos tipos de tortura antes de serem todos enforcados em árvores e, depois, pregados nelas. 
Foram mencionados no Menaea Graeca e no Menologium der Orthodox-Katholischen Kirche des Morgenlandes. 
Romano é um dos 140 santos que adornam a Praça de São Pedro, no Vaticano.